# Ivančna Gorica

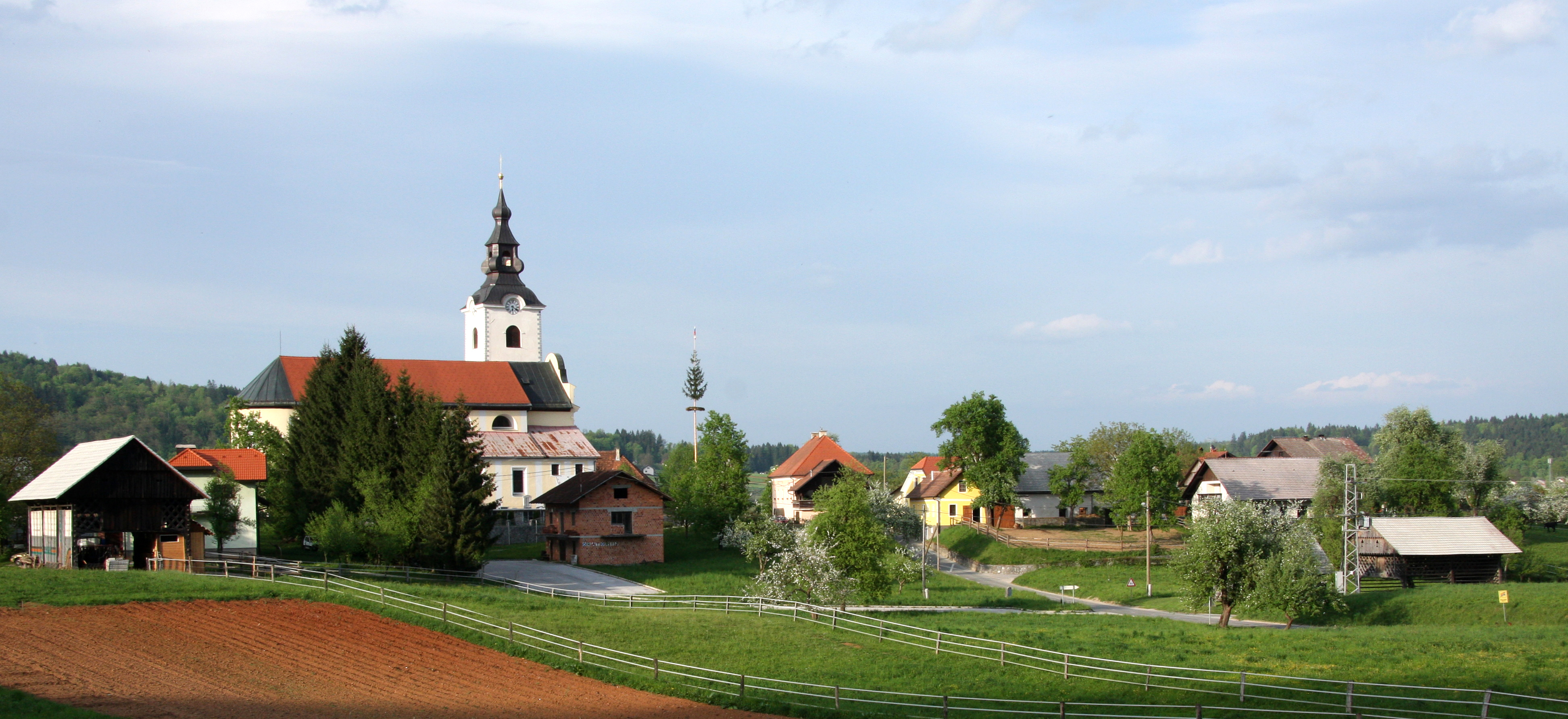
Ivančna Gorica

Ivančna Gorica (deutsch: Johannsbüchel) ist der Name des Hauptortes der Gemeinde Ivančna Gorica in der Region Dolenjska in Slowenien.

## Sehenswürdigkeiten
- Zisterzienserkloster Sittich (slow.: Stična). Es ist das älteste Kloster von Slowenien und wurde 1136 von Peregrin, dem Patriarchen von Aquileia gegründet.
- Höhle Krška jama (deutsch Gurkhöhle) mit der Quelle des Flusses Krka (deutsch Krainer Gurk).